# 美人心計〜一人の妃と二人の皇帝〜
『美人心計〜一人の妃と二人の皇帝〜』（びじんしんけい ひとりのきさきとふたりのこうてい、原題：美人心计、英題：Beauty's Rival in Palace）は、2010年の中国のテレビドラマ。

## 概要
高祖劉邦の後継者をめぐり、漢王朝の後宮で繰り広げられる愛憎物語。

## キャスト
- 杜雲汐／竇猗房、田香憐（二役）：ルビー・リン 後宮での争いに巻き込まれ親を亡くす。聶慎児家族に庇護されるも聶慎児の両親も殺されてしまい、聶慎児と二人でおじの田大業を頼る。家計の苦しさから聶慎児は街中へ捨てられ別れるが、宮女として長安へ向かう船中で偶然再会し、聶慎児と共に漢の皇宮へ宮女として入る。劉盈（恵帝）との密会を呂太后に咎められ服毒するが、実は毒に見せ掛けた薬であった。意識を取り戻すと呂太后から、間者として名を竇猗房に変え代王劉恒のもとへ行けと命じられる。側室となり劉恒に接する内に、本気で劉恒を愛するようになる。周子冉が亡くなった後に王后に冊封される。
- 劉恒：サミュル・チャン（中国語版） 劉邦と薄姫の息子。北方の代国王に封じられる。母の薄姫と共に、呂雉の目を常に警戒している。呂雉から賜った宮女五人の中で、竇猗房を深く愛するようになる。後、漢の文帝。
- 呂雉：ダイ・チュンロン（中国語版） 漢の初代皇帝劉邦の皇后。劉邦の死後、呂太后として後宮の一切を取り仕切る。我が子の帝位を脅かす存在である劉邦の側室の子を警戒している。劉盈が野に下った後は、劉盈の子の劉恭を皇帝に立てる。
- 薄姫：バイ・シャン（中国語版） 劉邦の側室の一人。劉邦死後、呂雉から息子の劉恒を守るため苦心している。
- 劉盈：ルオ・チン（中国語版） 劉邦と呂雉の息子、漢の第二代皇帝恵帝。杜雲汐がいなくなった後、帝位を捨てて何処かへ旅立つ。
- 莫雪鳶：ヤン・ミー 呂雉に近侍する莫離の姪。顔を醜く化粧し後宮務めしているが、裏では呂雉からの命で（暗殺も含む）諜報活動を行っている。竇猗房が代国へ行く際、侍女として同行する。代国の将軍の周亜夫に思いを寄せる。
- 聶慎児（中国語版）、王娡、屏花、戚夫人（四役）：ワン・リークン（中国語版） 幼少期に杜雲汐と出会う。その後別々に育つが、妙な縁で再会し杜雲汐と共に漢の後宮へ入る。杜雲汐が服毒死（実は呂雉が仕組んだ偽装）した後、恵帝に目をかけられる。恵帝が帝位を捨てた際に夫人（側室）に立てられ、恵帝が崩御した証のため、他の側室四人と共に殉死させられそうになるが、呂禄に取り入り助けてもらい、呂禄の妻となる。
- 周亜夫：ミッキー・ホー（中国語版） 漢の功臣の周勃の息子。代国の将軍。竇猗房の侍女の雪鳶に思いを寄せる。
- 張嫣：スー・チン（中国語版） 恵帝の皇后。張耳の息子の張傲の娘。
- 呂禄：ドゥ・ジュンザー 呂雉の甥。呂雉からは役に立たない頼りない身内と思われていたが、妻となった聶慎児の献策（呂雉は軍師がいると思っている）のお蔭で少し見直されてきた。
- 呂魚：ミョーリー・ウー
- 劉章：ウィリアム・フォン 劉邦の長男の劉肥の息子。朱虚侯。
- 莫離：李莎 呂雉に近侍する宮女。莫雪鳶のおば。
- 沈碧君：張彤（中国語版）
- 田大業：リー・イウギン（中国語版） 杜雲汐のおじ。幼少期に両親を亡くした杜雲汐が頼り、養ってくれた。
- 劉啓：ガオ・ハオ（中国語版） 文帝と竇皇后の息子。文帝の次の皇帝（景帝）。
- 薄巧慧：ガオ・ヤング
- 栗妙人（中国語版）：ダン・シャー（中国語版）
- 館陶公主：チー・ウェイ（中国語版） 劉縹。文帝と竇皇后の娘。
- 青寧：ソン・フェイフェイ（中国語版） 代王劉恒の最初の王后。呂雉の間者であるが、劉恒への思いが勝り間者としての任務は疎かにしていた。
- 李美人：タミー・チェン
- 劉少康：イエン・クアン
- 聶風：ホアン・ハイビン
- 子冉：チョウ・ムーイン（中国語版） 周子冉。周亜夫の妹。身分を隠し漢の後宮に代国の間者として入る。呂雉が代王へ贈る宮女五人に選ばれ、図らずも代国へ帰還がかなう。青寧の後に代王の王后となり王子劉尊を生むが、病で余命がないのを悟り竇猗房に劉尊を託す。
- 墨玉：何苗 呂雉が代王へ贈った宮女五人の内の一人。代王の側室となる。
- 錦瑟：田子田
- 金王孫：フランキー・ラム（中国語版）
- 劉武：チャン・シャオシェン 文帝と竇皇后の息子。劉啓（景帝）の同母弟。
- 武帝：マオ・ズージュン（中国語版） 劉徹。景帝の息子。景帝の次の皇帝。
- 陳阿嬌：ゴン・ミー（中国語版） 武帝の最初の皇后。文帝の娘である館陶公主劉縹の娘で、武帝の従姉妹。
- 衛子夫：チャン・モン（中国語版） 陳皇后が廃された後の武帝の皇后。武帝時代の名将の衛青の姉。霍去病の叔母。